# Idiochlora ussuriaria
Idiochlora ussuriaria là một loài bướm đêm trong họ Geometridae.